# Ратаюв
Ратаюв (пол. Ratajów) — село в Польщі, у гміні Сломники Краківського повіту Малопольського воєводства.
Населення — 657 осіб (2011).
У 1975-1998 роках село належало до Краківського воєводства.

## Демографія
Демографічна структура станом на 31 березня 2011 року:
|          | Загалом | Допрацездатний вік | Працездатний вік | Постпрацездатний вік |
| -------- | ------- | ------------------ | ---------------- | -------------------- |
| Чоловіки | 316     | 66                 | 218              | 32                   |
| Жінки    | 341     | 65                 | 206              | 70                   |
| Разом    | 657     | 131                | 424              | 102                  |